# 道の駅スワン44ねむろ
道の駅スワン44ねむろ（みちのえき スワン44ねむろ）は、北海道根室市にある国道44号の道の駅である。日本最東端の道の駅である。

## 施設

### 施設一覧
- 駐車場
  - 普通車：70台
  - 大型車：4台
  - 身障者用：2台
- トイレ（いずれも24時間利用可能）
  - 男：大 4器、小 7器
  - 女：8器
  - 身障者用：1器
- 公衆電話：2台
- 公衆FAX：1台
- 観光案内所
- 水産物販売コーナー
- レストラン「バードパル」

### 営業時間
- 4月 - 10月：11:00 - 15:30
- 11月 - 3月：11:00 - 14:30

## 休館日
- 毎週月曜日（11月 - 4月末、祝日の場合、翌日）
- 年末年始（12月29日 - 1月5日）

## アクセス
- 国道44号 - 登録路線
  - 北海道道8号根室中標津線重複区間
  - 根室市役所・JR根室本線（花咲線）「根室駅」から約16 km
  - 釧路市から約109 km
  - 網走市から約170 km

## 路線バス
白鳥台センターバス停が施設駐車場側に設置されており、以下の路線が発着する。
- 根室交通 - 厚床線、中標津空港線（空港連絡バス）
- 根室交通・くしろバス - 特急ねむろ号（釧路市方面の乗降のみ可能）

## 周辺
- 根室湾
- 春国岱
- 風蓮湖
- 温根沼
- 納沙布岬